# Tidersrums kyrka
Tidersrums kyrka är en kyrkobyggnad i Tidersrum i Kinda kommun i Östergötland. Den ligger 13 km sydväst om Kisa.

## Kyrkobyggnaden
Tidersrums kyrka är en av landets äldsta och märkligaste träkyrkor. Den uppfördes ursprungligen omkring år 1260 av timmer med mycket kraftiga dimensioner och utan skarvar. Den rödfärgade timmerbyggnaden är täckt med mönsterlagda träspån. Sakristian är byggd i sten och vitputsad. Samtliga yttertak utgörs av spåntäckta sadeltak.
Kyrkan består av ett rektangulärt långhus med smalare och lägre, rakt avslutat kor, ett tvåvånings vapenhus i väster samt sakristia i norr. Ingång till kyrkan sker från södra sidan av vapenhuset, där det hänger en medeltida, rikt järnbeslagen dörr av breda furuplankor. Järnsmidet är av höggotisk typ och sannolikt från 1300-talet. Det finns även en medeltida furudörr i korets södra vägg, försedd med delvis fragmentariska järnbeslag.
Det som till stor del sätter sin prägel på interiören är de sparsamma resterna av en högklassig målningsdekoration, som till största delen härrör från 1300-talet. Denna tycks ha varit av höggotisk karaktär. Under långhustakets målade medaljonger skymtar även en äldre utsmyckning från tiden för kyrkans byggande eller strax därefter. I kyrkan finns också flera medeltida skulpturer, bland annat ett triumfkrucifix; i övrigt härrör den mesta inredningen från 1600- och 1700-talen. Endast ett fåtal moderna inslag tillkom vid restaureringarna under 1900-talet.
Strax intill kyrkan står en reslig klockstapel, enligt fornforskaren och kulturhistorikern Nils Månsson Mandelgren (1813-1899) uppförd 1711.

## Historik

### Äldre historik

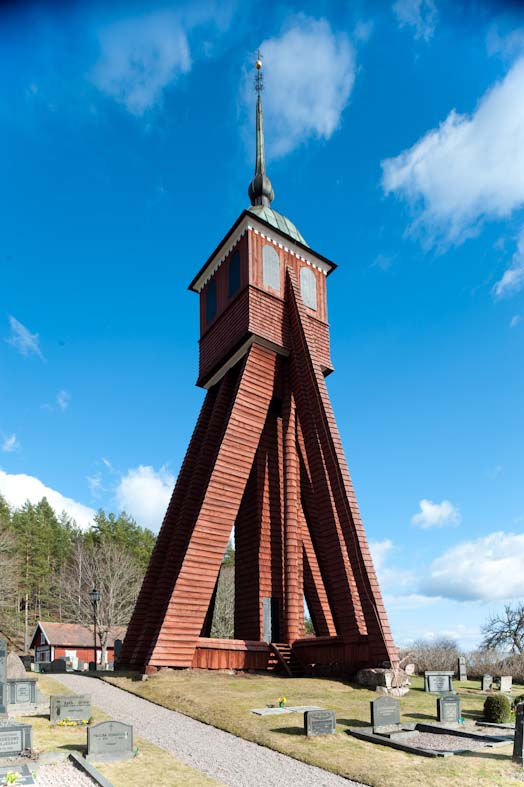
Klockstapeln

Kyrkan - som ursprungligen bestod av långhus och kor - har enligt en dendrokronologisk analys av väggtimret daterats till perioden cirka 1160-1264 där 5 av 11 tagna prover ligger omkring år 1260. Timmerstockarna har sammanfogats genom laxknutning och täckts med spån, på korväggens norra sida är spånen av medeltida typ. Väggarna kan ha varit spånklädda redan från början. Fönsteröppningarna var mycket små och lågt placerade. En pergamentsinskrift, som man fann år 1700 i en av kyrkans knutar, omtalar: "M. C. C. C. læt Svane på Thydhisrum bygga Kyrkio thesso S. Oluf til æro och gifwit til Præstiboli södra Skog om thesso Kyrkio". De äldsta målningarna inne i kyrkan kan ha utförts omedelbart efter kyrkans uppbyggande.
Senare under 1300-talets andra fjärdedel eller senast vid århundradets mitt ersattes den äldre dekorationen med nya målningar. Dessa visar släktskap med målningarna i Södra Råda kyrka i Värmland och Dädesjö gamla kyrka i Småland, de senare skapade av mäster Sighmunder. Ett fragment i Skeda kyrka är troligen av samme mästare som målningarna i Tidersrum. Stilmässigt hör även dörrarnas järnsmide, långhusportalens omfattning, skulpturerna med S:t Olof och S:ta Catharina samt det stora triumfkrucifixet till samma period.
Sakristian i sten uppfördes sannolikt under senare delen av medeltiden. Enligt en gammal sägen skulle kyrkan ha använts som stall under Dackefejden.
År 1661 fick kyrkan en predikstol och 1695 skänktes en skulpterad altaruppsats. År 1715 omtalas en läktare, år 1741 fick kyrkan sitt första orgelverk och 1745-1748 förstorades fönstren och samtidigt nämns både mans- och kvinnoläktare. På läktarbarriärerna målades bilder av samtliga gammaltestamentliga profeter. För kapten Erik Lindefelt (1695–1774) på Stora Tidersrum och hans gemål Ulrika Du Rietz på Kopparp byggdes en särskild läktare. Senast i samband med läktarnas tillkomst övermålades alla väggdekorationer.

### Broccmans berättelse
Carl Fredric Broocman berättar i mitten av 1700-talet "Hon är belägen midt uti Socknen, 6 och en half mil ifrån Linköping och en och en fjerdedels mil ifrån Moder-Kyrkan [Norra Vi], och är byggd af träd, wid en hög Sandbacka, hållandes nu i längden 29 alnar, och uti bredden 14 och 3 fjerdedels aln, sedan Choret i nyare tider blifwit tilbyggdt, som nog synligt är. Thet är ock så mycket troligare, at Kyrkan redan stådt 459 år, emedan hon utomkring öfwer alt är beklädd med Ekspån; och kan hon wäl ännu stå så många år, om spån hålles wid makt och tjäres i rättan tid. Altartaflan har Major Gabriel Gyllenståhl och thes andra Fru, Friherrinnan Catharina Cronhielm, med någon Församlingens tilhjelp, påkostat år 1695. Hon är gjord uti 2 afdelningar, och föreställer uti then nedre, Christi smörjande och swepande, och uti then öfre, Christi upståndelse utur grafwen, wid hwilken Krigskneckterna ligga och sofwa. Höger om Altaret utmerkes Evangelium, genom Frälsarens, och till wänster, Lagen, genom Mosis bild. Prädikstolen af Snickare-Arbete ses wara gjord, målad och förgyld år 1662. Af Antiquiteter är här St. Olofs Bild, som äfwen gifwer wid handen, at Kyrkan warit St. Olof helgad, och thes förutan förwares här ett gammalt Påwiskt Rökelse-Kar af malm. Kyrkan är aldeles utan Torn, och hänga Klockorna uti Trästapel. Then mindre Klockan har ingen påskrift, men på then större står öfwerst omkring at läsa: Defuncto Past. Laur. Lindblom, Cura Comminist. Joh. Wigi.
|  | Å Klockans ena sido står:                        | Å andra sidon läses:                               |
|  | Fast jag icke förmår att tala; dock jag kallar   | Fast ålderdomen ej min födelse upskrifwit          |
|  | Med döda tungan min, ehr lefwande hit opp        | Så finnes dock bewis at i tryhundrad år            |
|  | Til HErans gårdar, ther Guds Helge And hugswalar | Jag troliga har tjent och ingen skada lidit,       |
|  | Them trognom, at the ej må trottna i sitt lopp,  | Men fick dock dödligt slag nu i förleden wår,      |
|  | Men hinna äntlig fram til himla-porten klara;    | Då jag strax lagder blef i eld, min trogna amma,   |
|  | Säll ästu! om du dit, kan rätta wägen lära.      | Som så mig födt på nytt, at jag ej tarfwar stamma. |
|  |                                                  | Guten i Norrköping af Magnus Hultman, år 1739."    |
Vid okänd tidpunkt vidgades triumfbågens öppning mot koret. Den hade tidigare endast varit obetydligt bredare än mittgången.

### 1800-talet

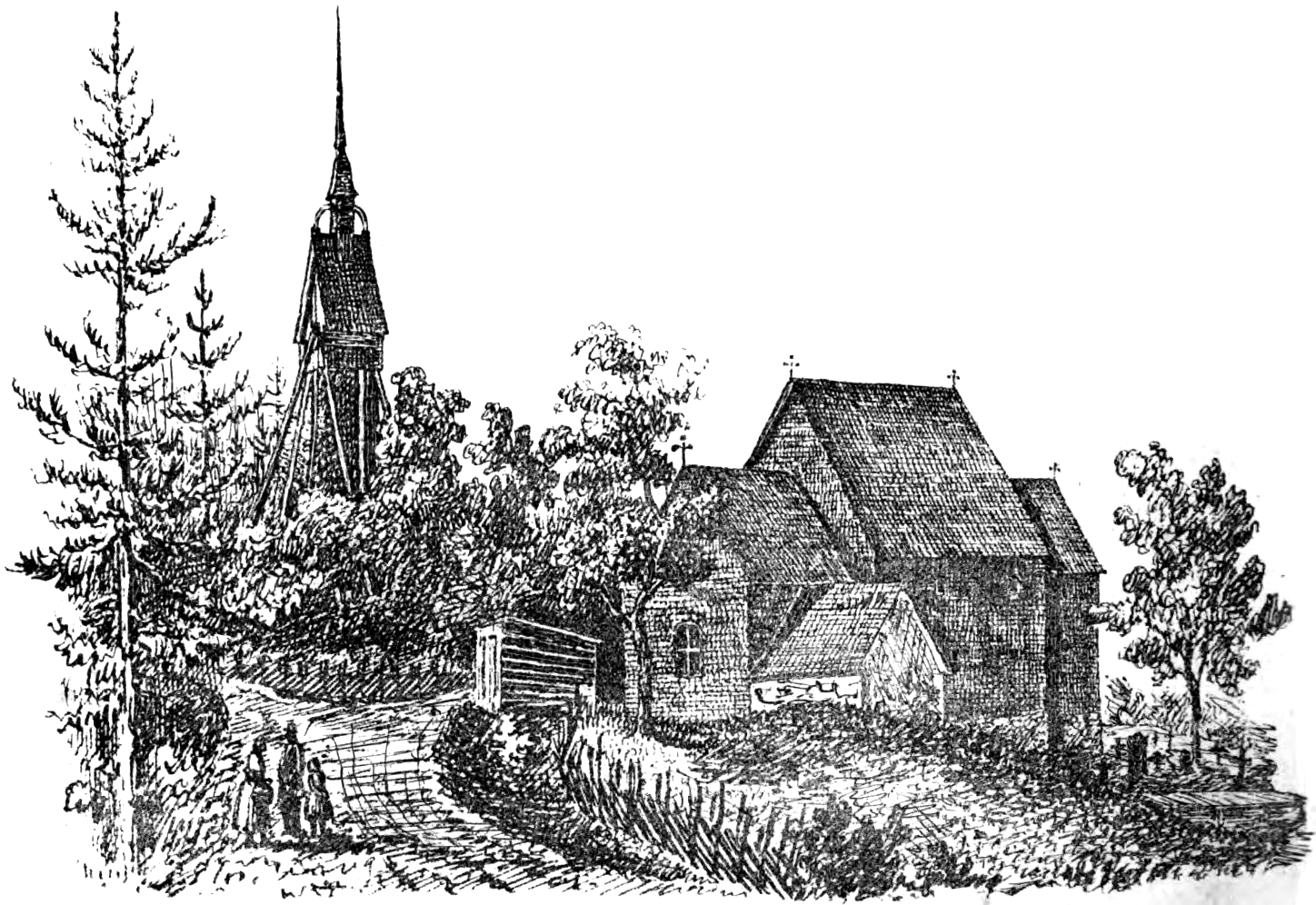
Teckning av Tidersrums kyrka från omkring 1860.

År 1816 gjordes en omfattande renovering av kyrkan. Flera stora fönster sattes in och de medeltida dekorationerna i taket tvättades och borstades bort och målades över. Det gamla stenaltaret, 3 alnar i fyrkant, och med kalkstensskiva försedd med kors i mitten och i hörnen, revs, varvid man under skivan fann ett hål om 3 kubiktum. I detta stod en sönderfrätt metallurna innehållande pärlor, sidenlappar liknande flor, brända benbitar och ett stycke guldgalon. Tydligen var det kyrkans reliker som hittats. Dessa lämnades i förvar hos klockaren.
Då man sedan öppnade golvet, fanns därunder hackelse, havre och stycken av hästskosöm och hästskor. Därmed bekräftades den gamla sägnen om att kyrkan använts som stall under Dackefejden.
År 1847 besökte Nils Månsson Mandelgren (1813–1899) kyrkan och dokumenterade flitigt allt han såg. Han fick bland annat höra, att man vid reparationen år 1816 "blev varse i öfversta röstet vid västra ändan årtalet MCCL, hvilket man likväl ej får antaga såsom ett givet faktum". Han skriver också att vid denna reparation "nedrefs altarbordet som utgjorde en fyrkant med cirka 3 alnars sidor, hvarvid öfverst i midten befanns liggande en kalksten omkring 1 qvadrat aln lång och med ett kors i hvardera hörnet och ett i midten. Under denna häll var ett fyrkantigt hål af 3 kubiktum, uti hvilket stod en metallurna, som till större delen var sönderfallen, eftersom metallen var så syrad, att den vid minsta vidröring gick i små bitar och kunde icke annorlunda än i stycken från stället transporteras. I denna urna lågo perlor, sidenlappar, benbitar och ett mindre stycke af en guldgalon, 1/8 tum bred och ½ tum lång, hvilket allt ännu förvaras hos klockaren. Att detta utgjorde kyrkans reliker behöfver jag ej här omnämna."
År 1860 uppfördes ett nytt timrat vapenhus i väster. Det tidigare vapenhuset, söder om långhuset, revs, portalens omfattning höggs bort och i stället insattes ett nytt fönster. Övriga kyrkfönster gavs en enhetligare storlek och utformning.
År 1864 fann kulturhistorikern Pehr Arvid Säve (1811–1887) vid ett besök, att vapenhuset, då det stod på kyrkans södra sida, hade övertäckt en inskrift över södra fönstret, "där denna inskrift ännu sitter under spånbeteckningen. Der säges hafva stått MCCL".
År 1899 lades plåttak på hela kyrkan.

### 1900-talet
År 1925 gjordes en invändig renovering enligt ett förslag utarbetat av arkitekt Ragnar Hjorth (1887–1971), varvid bland annat kyrkbänkarna moderniserades. Då byggdes också ett nytt 9-stämmigt pneumatiskt orgelverk av bröderna Lindegren i Göteborg.
Under 1957–1958 tog konservator Bertil Bengtson fram och konserverade de medeltida målningarna på väggar och i tak. Dessa är mycket fragmentariska och endast enstaka färgfält och konturer återstår. Bäst har terrarött och svart klarat sig på grund av att de bitit sig fast i träet eller kanske rättare sagt oxiderat. Under långhustakets målade medaljonger skymtar även en äldre utsmyckning. Vid denna restaurering gjordes en märklig upptäckt: I en planka, sekundärt anbragd som takbräda under norra läktaren sågs tydligt årtalet MCCL inristat i spegelskrift.
År 1961 genomfördes, under ledning av arkitekten Kurt von Schmalensee (1896–1972), Norrköping, en ny restaurering av såväl interiör som exteriör, varvid altare och altarskrank fick sin nuvarande utformning och färgsättning.
År 1970 ersattes plåttaket från 1899 med ett tjärat spåntak.
I augusti 1978 upptäckte en antikvarie från Östergötlands museum av en slump förekomst av hussvamp i långhusets nordöstra hörn. Angreppet hade förorsakats av att byggnadens luftväxling och fuktvandring försämrats vid utförda renoveringar. Felaktigheterna rättades till och det skadade träet byttes ut under ledning av byggnadsingenjör Ture Jangvik, Linköping. I maj 1980 kunde kyrkan åter öppnas.

### 2000-talet
År 2010 stals, natten mot måndagen den 18 oktober, flera ovärderliga föremål från Tidersrums kyrka. Bland det stulna finns de tre första enligt nedanstående inventarieförteckning samt ett altarkors och två ljusstakar.
I april 2015 rapporterades det att de stulna föremålen hade återfunnits på Teneriffa vid en husrannsakan hos en spanjor med svensk anknytning.

## Inventarier
- Träskulptur av ek, Sankt Olof, från verkstad i Östergötland, 1300-talets andra fjärdedel, (bilder).
- Träskulptur av lövträ, Madonna, från verkstad i Östergötland, omkring år 1200, (bild).
- Träskulptur av lövträ, Sankta Catharina, från verkstad i Östergötland, 1300-talets första hälft, (bilder).
- Triumfkrucifix av lövträ, från verkstad i Östergötland, mitten av 1300-talet, (bilder).
- Processionskrucifix från verkstad i Östergötland, 1200-talets andra hälft, (bilder).
- Altaruppsats, visande undertill "Kristi begravning" och ovan Kristi uppståndelse. Endast delar av den ursprungliga uppsatsen återstår, tillverkad 1693 av en mäster Jöns från trakten, skänkt 1695 av major Gabriel Gyllenståhl (1640-1705).
- Predikstol i renässansstil tillverkad 1661 och målad 1662 av mäster Johan Christofersson.
- Nattvardskalk med krucifix på foten och patén skapade av Nils Nilsson Behm, Linköping (1683-1691).
- Dopskål av silver från 1737.
- Vinkanna av Anders Castman d.y. i Eksjö (1771–1805).
- Sockenbudstyg från 1788, stämplat av Anders Castman d.y., omgjort av 1629 års kalk och paten.
- Brudkrona från 1634, omgjord 1778. Tillhörande krans och kedja kom bort vid bröllopsfest redan 1767.
- Kalkduk från 1682 med broderier.
- Rökelsekar av ålderdomlig typ, 1200-talet eller senare.
- Malmljusstakar av medeltidstyp med tre fötter.
- Dörr i västra ingången, tidigare placerad i södra, med praktfulla smidesbeslag i höggotisk stil, sannolikt från 1300-talet.
- Storklockan, omgjuten 1739 av Magnus Hultman, Norrköping.
- Lillklockan, gåva av komminister Nils Segerstedt vid kyrkans restaurering 1925.

## Orglar
Kronologi:
- 1741: Kyrkan fick sitt första orgelverk.
- 1860: Inköp av Jonas Wistenius 11-stämmiga orgel i Svinstads kyrka.
- 1869: Orgeln renoverades, varvid antalet stämmor minskades till 7.
- 1884: Ombyggnation av orgeln, utförd av Erik Nordström till 7 stämmor.
- 1925: Mattias Johan Lindegren & brodern Harald Lindegren, Göteborg, byggde en ny rörpneumatisk orgel med 9 stämmor på 2 manualer och pedal.

Disposition:
| Manual I     | Manual II           | Pedal                                | Koppel                  |
| Borduna 16’  | Rörflöjt 8’         | Subbas 16’ (transm. fr. Borduna 16') | I/P                     |
| Principal 8’ | Salicional 8’       |                                      | II/P                    |
| Flöjt 8’     | Flûte octaviante 4’ |                                      | II/I                    |
| Gamba 8’     |                     |                                      | 4’ II/II                |
| Oktava 4’    |                     |                                      | Fasta komb: P, Mf, F, T |

- 1976: Olof Hammarberg, Göteborg, bygger en ny mekanisk orgel bakom Wistenius fasad från 1758.

Disposition:
| Huvudverk C-g³ | Pedal C-d¹ | Koppel       |
| Gedacht 8’     | Subbas 16’ | Man/ped      |
| Quintadena 8’  | Gedacht 8’ |              |
| Principal 4’   |            |              |
| Fleut 4’       |            |              |
| Quinta 2 2/3’  |            |              |
| Oktava 2’      |            |              |
| Spitsfleut 2’  |            |              |
| Mixtur IV      |            |              |
| Trumpet 8'     |            | 1 fast komb. |

## Bildgalleri

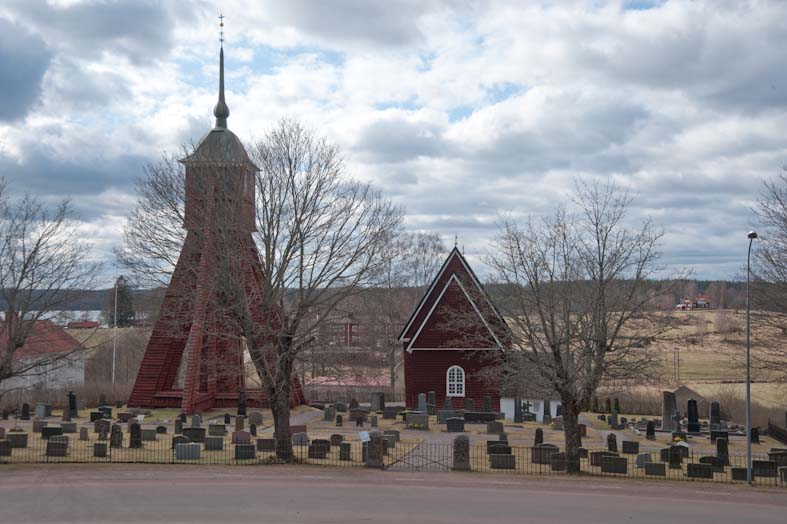
Kyrkan med klockstapeln.
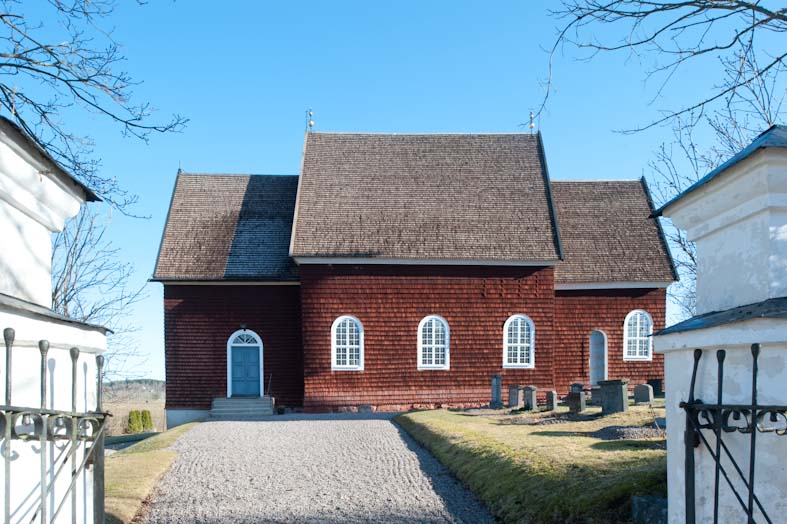
Kyrkan från söder.
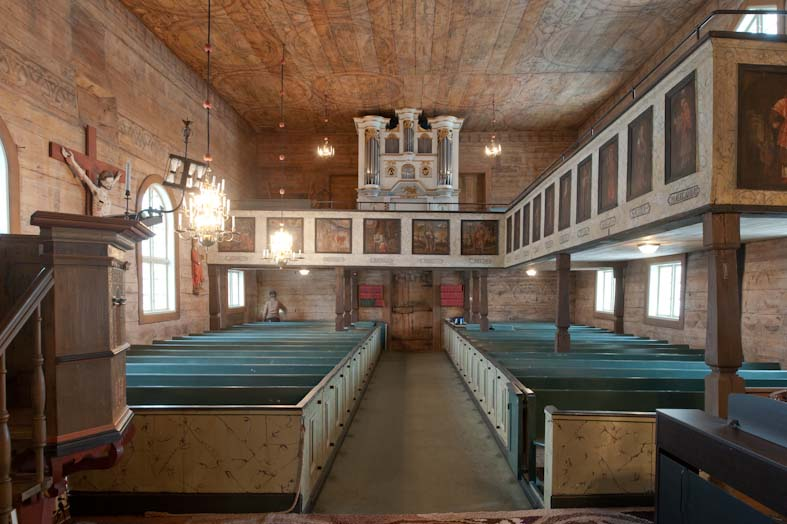
Interiör mot orgelläktaren.
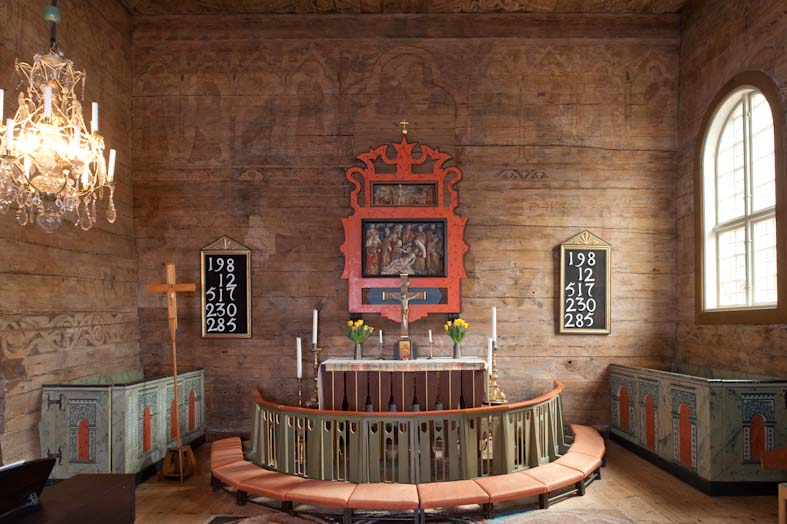
Koret
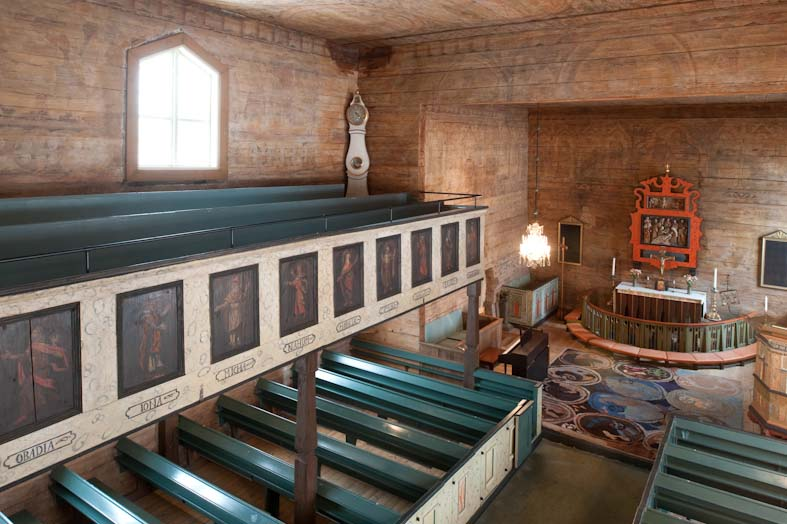
Sidoläktare
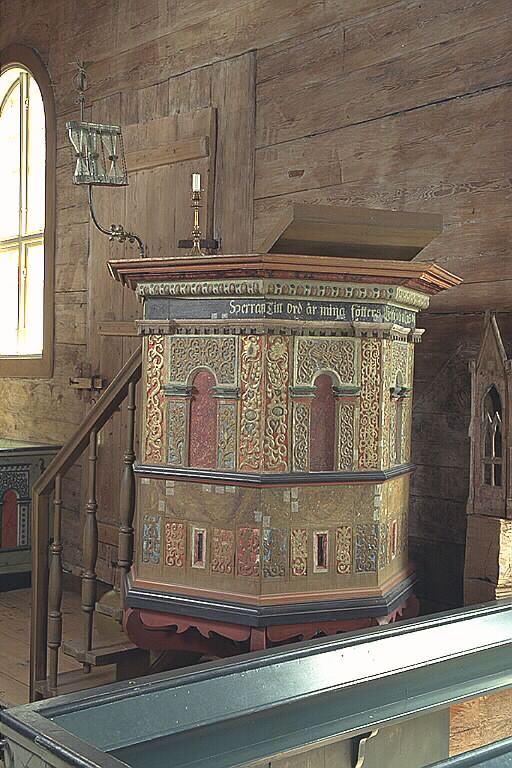
Predikstolen
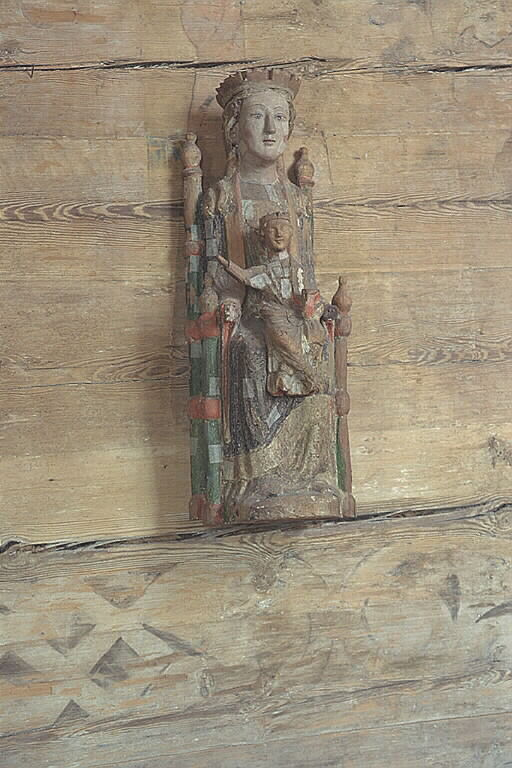
Madonna
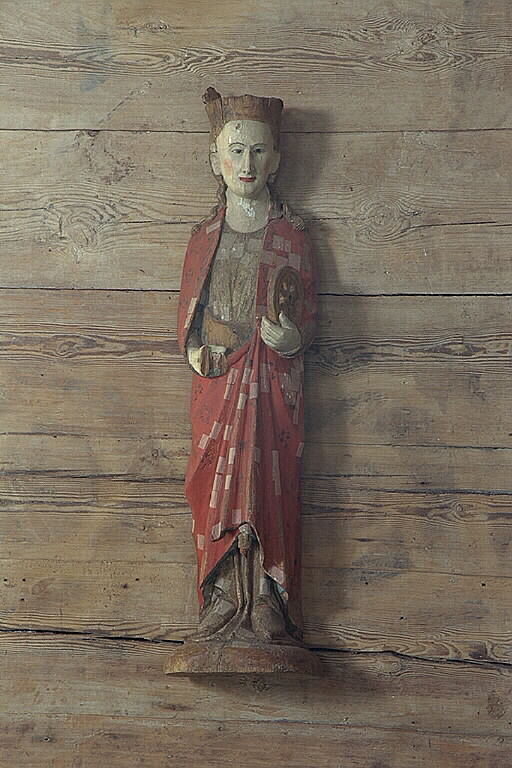
Sankta Katarina
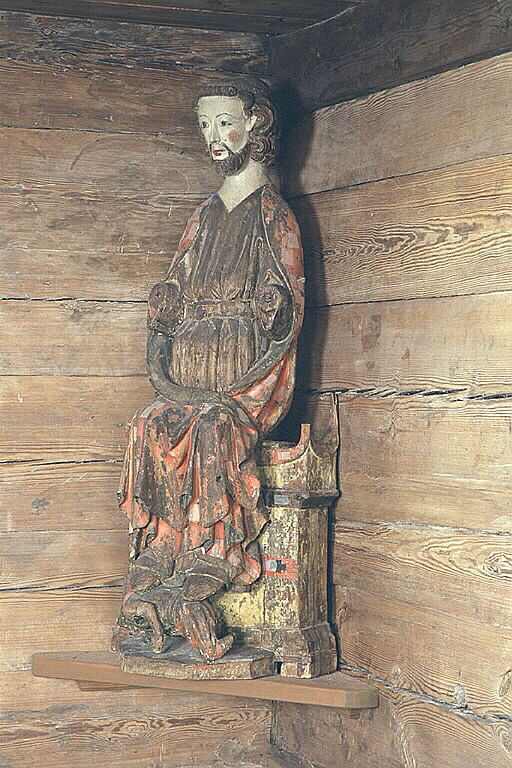
Sankt Olof